# Yanis Varoufakis
Ioannis Georgiou "Yanis" Varoufakis (em grego Ιωάννης Γεωργίου "Γιάνης" Βαρουφάκης; Atenas, 24 de março de 1961) é um economista e político grego, ex-membro do partido SYRIZA. Foi ministro das Finanças do Governo Tsipras em 2015, tendo sido sucedido por Euclides Tsakalotos.

## Vida
Depois de um diploma em matemática e estatística, Varoufákis fez seu doutorado em Economia, na Universidade de Essex, em 1987. Em 1988, passou um ano como  Fellow, na Universidade de Cambridge. Foi professor de Economia na Universidade de Sydney, entre 1988 e 2000. Em seguida foi nomeado para a Universidade de Atenas. A partir de 2013, também lecionou na Universidade do Texas, em Austin.
Em 2010, fundou, com o artista Danae Stratou, a organização sem fins lucrativos Vital Space.
A partir de 2012, trabalhou para a Valve Corporation, inicialmente como economista da empresa, em seguida, como consultor. Tem um blog com os resultados de sua pesquisa.
Desde o início da crise global e do euro em 2008, Varoufákis tem sido um participante ativo nos debates sobre esses eventos. Juntamente com Stuart Holland e James K. Galbraith, ele é o autor de Uma proposta modesta para resolver a crise do euro.
No seu livro Europe and the Minotaur – Greece and the Future of the Global Economy, publicado em janeiro de 2015, Varoufakis defende a europeização de um sistema de redistribuição entre os estados europeus, defendendo justiça e igualdade entre os membros da União Europeia.

## Livros
- E os Fracos Sofrem O Que Devem?, editora Autonomia Literária, 2017, ISBN 978-85-6953-609-3
- O Minotauro global – A verdadeira origem da crise financeira e o futuro da economia, editora Autonomia Literária, 2016, ISBN 978-85-69536-03-1
- Europe after the Minotaur: Greece and the Future of the Global Economy . Zed Books, 2015[10](ISBN 9781783606085 )
- The Global Minotaur: The True Origins of the Financial Crisis and the Future of the World Economy, London and New York: Zed Books, 2011, Second Edition, 2013
- Economic Indeterminacy: A personal encounter with the economists’ peculiar nemesis, London and New York: Routledge, 2013
- Modern Political Economics: Making sense of the post-2008 world, London and New York: Routledge, (with J. Halevi and N. Theocarakis) 2011
- Game Theory: A Critical Text, London and New York: Routledge, (with S. Hargreaves-Heap), 2004
- Foundations of Economics: A beginner's companion, London and New York: Routledge, 1998
- Rational Conflict, Oxford: Blackwell Publishers, 1991